# 成穆貴妃
成穆貴妃（せいぼくきひ、1343年 - 1374年）は、明の洪武帝の貴妃。姓は孫氏。河南陳州の人。

## 生涯
元末の兵乱で、家族と散失い、次兄の孫蕃と共に揚州に流浪した。後、馬世熊の養女となり、朱元璋（のちの洪武帝）の側室にいたった。
明の洪武3年（1370年）、貴妃に立てられた。容貌が美しく、礼儀に習熟して、寵愛を受けた。馬皇后により賢女と称された。洪武7年（1374年）9月に死去した。洪武帝はその死を悼み、成穆と諡された。

## 子女
- 臨安公主
- 懐慶公主

## 伝記資料
- 『明太祖実録』
- 『明史』